# 阿爾-古拉巴墓地
阿爾-古拉巴墓地（英語：Al-Ghuraba cemetery）是位於黎巴嫩北黎巴嫩省的黎波里的公墓，曾用於集體埋葬因黎巴嫩內戰和2007年黎巴嫩武裝衝突而死亡的遺體。自1970年代以來，該墓地長期被若干臨時房屋占用，在2010年時約有1,000人居住於該地。2015年，國際關懷協會報告顯示該墓地的居住條件極差。

## 安葬
阿爾-古拉巴墓地位於的黎波里的巴布艾特巴尼（Bab-al-Tibbaneh）和賈巴穆森（Jabal Mohsen）社區附近，「阿爾-古拉巴（Al-Ghuraba）」在黎巴嫩阿拉伯語中意為「陌生人」。
該墓地曾被用於集體安葬在衝突中喪生的人。國際特赦組織於1989年的報告中指出，1986年12月21和22日在Bab-al-Tibbaneh社區有多達200名遇害的男子、婦女和兒童埋葬於推土機挖掘的亂葬崗中，其中一部分是在黎巴嫩內戰期間喪生的平民，另有部分據稱是被敘利亞軍隊及其盟友處決的遜尼派穆斯林。2007年10月4日，黎巴嫩政府將約98具遺體埋葬在該墓地中，是2007年黎巴嫩武裝衝突期間喪生又無人認領的伊斯蘭法塔組織成員遺體。

## 居民
的黎波里於1970和80年代湧入大量低收入戶，由於缺乏適當的房屋，許多人選擇定居於阿爾-古拉巴墓地。2010年的黎波里市政研究發現，有187個家庭約1,000人仍居住於自行搭建的臨時的房屋中，同時上升的出生率亦顯示人口將會增加。另外，儘管在敘利亞內戰期間有大量敘利亞難民湧入，但當地大多數居民仍為黎巴嫩裔。墓地的所有權大部分為國有，一部分由清真寺永久保管，業主與居民間偶爾會發生土地糾紛。
國際關懷協會英國分部2015年的一份報告指出，該地的生活條件較差，其中有20％的居民的生活水平低於環球計畫所涵蓋的居住空間標準。該些房屋主要為單間的單層樓建築，且經常缺乏部分牆壁、屋頂或地基，冬季時寒冷潮濕，許多家庭也未擁有任何家具。雖然的黎波里市政當局允許安裝部分電力供應設備，但當地的基礎設施仍然極差，衛生設施為開放式下水道，同時有60％的廁所缺乏自來水槽，供水困難、75％的廁所未有隔間門。儘管許多家庭透過協助安葬死者賺錢，並因此受到汙名化，其收入仍然很低，當地也有許多孩童並未就學。市政當局已計畫改善當地的生活條件，包括在附近興建一座新的住宅區。
巴布艾特巴尼-賈巴穆森衝突期間，該地的部分房屋被砲彈損毀。阿爾-古拉巴墓地附近居民曾出現在2007年紀錄片《陌生人》（The Strangers）中。